# Diego Fernández de Córdoba i Montemayor
Diego Fernández de Còrdova i Montemayor (1410 – castell de Baena, 16 d'agost de 1481) va ser un noble i militar castellà, I comte de Cabra, I vescomte d'Iznájar i III senyor de Baena, destacat pels seus serveis militars durant el regnat d'Enric IV de Castella. Era parent proper del rei Ferran el Catòlic.

## Biografia
Diego era membre de la Casa de Còrdova que el seu genearca va ser Fernán Núñez de Témez espòs de Leonor, filla del capdavanter i agutzil major de Sevilla, Domingo Muñoz, els qui van estar amb el rei Fernando III en 1240 en la conquesta de Còrdova. Era fill de Juana de Montemayor i Còrdova i de Pedro Fernández de Còrdova, II senyor de Baena, fill del primer matrimoni de Diego Fernández de Còrdova amb Sancha García de Rojas. Després d'enviduar de Sancha, Diego es va tornar a casar amb Inés d'Ayala de qui va tenir a Marina Fernández de Còrdova i Ayala, la mare de Joana Enríquez, al seu torn, mare del rei Ferran el Catòlic qui anomena oncle al primer comte de Cabra.
Va succeir al seu pare en els següents càrrecs: 
- Senyoriu de Baena
- Mariscal de Castella
- Agutzil major, alferes major de Còrdova
- Alcalde de Cabra
- Alcalde dels Reales Alcázares de Sevilla
- Capità general de la Frontera,
- Alcaide de Iznájar
- Alcalde major d'Alcalá la Real i del seu Castell de "La Mota".

Va estar al servei de Juan II de Castella, del seu fill Enrique IV i després dels Reis Catòlics En la dècada dels cinquanta, va exercir un paper important en les campanyes del rei Enrique IV en terres granadines i en 1462, va participar en la presa de Archidona. En un destacat episodi, va capturar al seu cosí Gonzalo Fernández de Córdoba, el gran capità en Santaella i el va fer presoner al seu castell de Cabra fins que va ser alliberat en 1476 per intercessió dels Reis Catòlics. Pels seus serveis a la corona li van ser atorgades diverses mercès. En 1439, el rei Joan II li va fer mercè del senyoriu de Cabra, elevat a comtat en 1455. També va ser I vescomte de Iznájar (1466).
Cinc anys abans de la seva mort, esdevinguda el 16 d'agost de 1481, i malgrat la seva avançada edat, va estar en el cèrcol de Baeza en 1476.

## Matrimonis i descendència
Es va casar en primeres núpcies amb María Carrillo de Albornoz i Venegas, filla de Pedro Carrillo de Albornoz, IV senyor de Santofimia, Torrefranca, el Guijo i l'Aspecte, Mariscal de Castella, i de Beatriz Venegas, senyora dels Alcaracejos. D'aquest enllaç van néixer:
- Pedro Fernández de Còrdova i Carrillo.
- Diego Fernández de Còrdova i Carrillo de Albornoz, hereu.
- Martín de Còrdova i Carrillo.
- Sancho de Còrdova i Rojas.
- Gonzalo Carrillo de Còrdova.
- Alonso Fernández de Còrdova.
- María Carrillo de Còrdova.
- Francisca Carrillo de Còrdova.
- Beatriz Carrillo de Còrdova.
- Sancha Fernández de Còrdova.
- Juana de Còrdova monja.
- Constança de Còrdova, monja.

Va casar en segones núpcies amb Mencía Ramírez d'Aguilera, filla de Francisco Ramírez de Valenzuela i de Beatriz d'Aranda, sent pares de:
- Luis Fernández de Còrdova.
- Francisco Fernández de Còrdova.
- Francisca de Còrdova.
- Mencía de Còrdova.